# Robert Bresson
Robert Bresson (Bromont-Lamothe, 25 de setembro de 1901 – Paris, 18 de dezembro de 1999) foi um diretor de cinema francês. Conhecido por sua abordagem ascética, Bresson contribuiu notavelmente para a arte do cinema; seus atores não profissionais, as elipses e o uso escasso de pontuação levaram seus trabalhos a serem considerados como exemplos proeminentes de filmes minimalistas.
Bresson está entre os cineastas franceses mais conceituados de todos os tempos. Seus trabalhos Un condamné à mort s'est échappé (1956), Pickpocket (1959) e Au hasard Balthazar (1966) foram classificados entre os 100 maiores filmes já feitos na pesquisa de opinião de 2012 da Sight & Sound. Outros filmes dele, como Mouchette (1967) e L'Argent (1983), também receberam muitos votos. Jean-Luc Godard escreveu uma vez: "Ele é o cinema francês, pois Dostoiévski é o romance russo e Mozart é a música alemã [sic]".

## Biografia
Graduado em artes plásticas e filosofia, Robert Bresson tentou a carreira como pintor antes de se tornar roteirista. Mas foi o cinema que Bresson resolveu seguir. Seu primeiro trabalho foi a média metragem Les affaires publiques, de 1934. No início da Segunda Guerra Mundial, Bresson foi enviado como prisioneiro de guerra a um campo de concentração alemão, onde ficou preso por mais de um ano. O cineasta definia o cinema como "um movimento interior". "A incomunicação está por trás de tudo o que faço".
Em 1943, ele produziu o seu primeiro longa-metragem, Les anges du péché. Em seguida, adaptou a obra Jacques le fataliste, de Denis Diderot, que serviu de inspiração para seu filme Les dames du Bois de Boulogne, em 1945, com roteiro de Jean Cocteau.
A partir de O diário de um padre, de 1950, surge o estilo minimalista no cinema bressoniano, que passou a caracterizar as obras seguintes do diretor. Bresson passou a ser conhecido como o "jansenista" do cinema francês.
Em 1975, Bresson publicou o clássico Notes sur le cinématographe (Notas sobre o Cinematógrafo, na edição portuguesa, trad. Pedro Mexia), uma coletânea de anotações e aforismos próprios, aos quais o diretor defende seus pontos de vista sobre a "sétima arte". Para se ter uma ideia da importância desta obra para o cinema, o livro de Bresson inspirou o movimento Dogma 95, dos dinamarqueses Lars Von Trier e Thomas Vinterberg.
Em 1995, o cineasta recebeu o prêmio René Clair, da Academia Francesa, pelo conjunto de sua obra cinematográfica. Robert Bresson faleceu aos 98 anos, de causas naturais.

## Temática de suas obras
O foco artístico de Bresson, sempre foi o de não separar a linguagem do cinema da linguagem do teatro, o que constantemente pesava sobre a performance dos atores durante as gravações. Com sua técnica do "ator-modelo", seus atores eram submetidos a múltiplas repetições das mesmas cenas, até que todos os sentimentos para a performance viessem à tona, deixando um registro de efeito tanto súbito quando natural. Isso, assim como todo o restante da obra de Robert Bresson, teria uma grande influência no Cinema Minimalista. Shmuel Bem-gad, na revista acadêmica CrossCurrents, disse o seguinte:
Há uma credibilidade nos atores de Bresson: Ele são como as pessoas normais que encontramos em nossas vidas, criaturas mais ou menos opacas, que falam, se movem, gesticula. Atuar, por outro lado, não importa o quão natural seja, sempre deforma – ou inventa – colocando uma espécie de barreia ou filtro sobre a pessoa, apresentando somente uma simplificação do ser humano e não permitindo que a câmera capture as profundezas do ator. Dessa forma, o que Bresson vê como a essência da arte da filmagem, o arquivamento da transformação criativa envolvida em todas as formas de arte, através da interação de imagens reais, é destruída pela ato de atuação. Para Bresson, portanto, atuar, assim como as músicas animadas e um expressivo trabalho de câmera, é apenas mais uma maneira de deformar a realidade ou reinventar algo que deveria ser evitado.
O crítico de cinema, Roger Ebert, escreveu que o estilo de direção de Bresson resulta em filmes "de grande paixão: porque os atores não atuam com emoção, o que possibilita à audiência internaliza-la". Alguns dizem que o catolicismo de Bresson, perpassa toda a temática estrutural de seus filmes.

## Filmografia
- 1934 : Les affaires publiques (média metragem)
- 1943 : Anjos do Pecado
- 1945 : As Damas do Bois de Boulogne
- 1951 : Diário de um Padre
- 1956 : Um Condenado à Morte Escapou
- 1959 : Pickpocket
- 1962 : O Processo de Joana D’Arc
- 1966 : A Grande Testemunha
- 1967 : Mouchette
- 1969 : Une femme douce
- 1971 : Quatre nuits d'un rêveur
- 1974 : Lancelot du Lac
- 1977 : Le diable probablement
- 1983 : L'argent